# فليلاند
فليلاند Vlieland  بلدية تقع في الشمال الهولندي.

## طوبوغرافيا
خريطة طوبوغرافية هولندية لبلدية فليلاند، (تقرأ بعد ثلاث نقرات على الخريطة).

## معرض صور

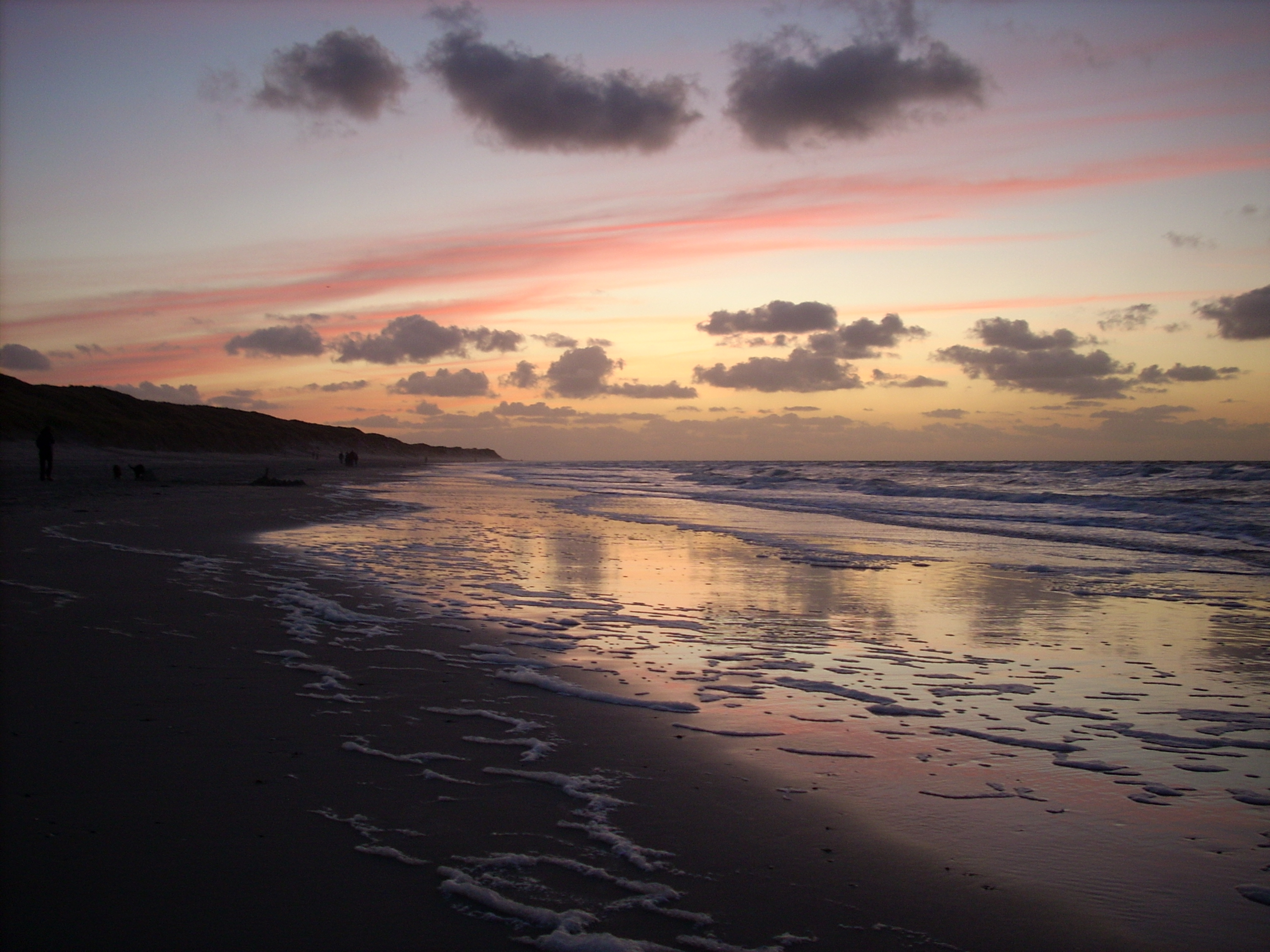
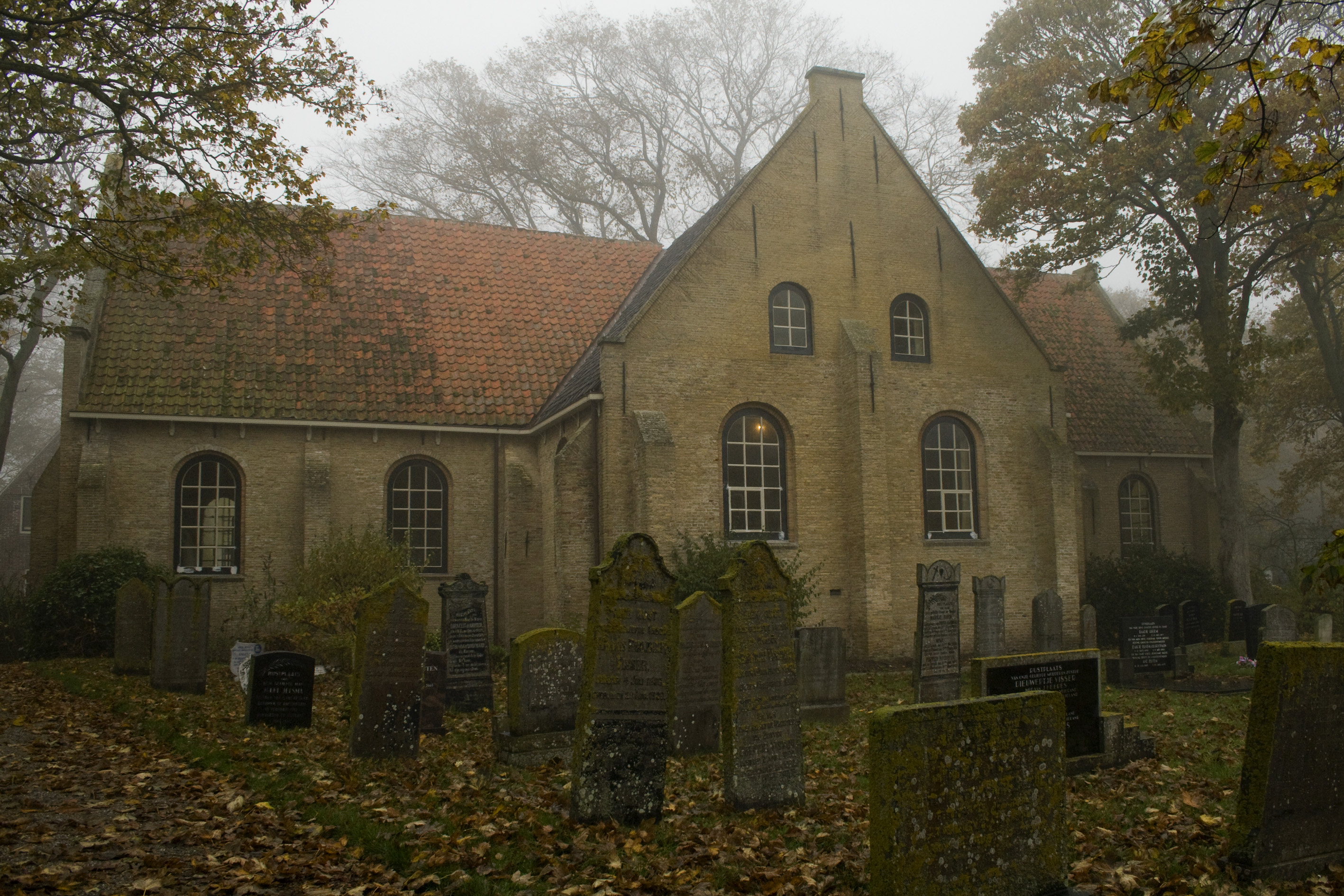
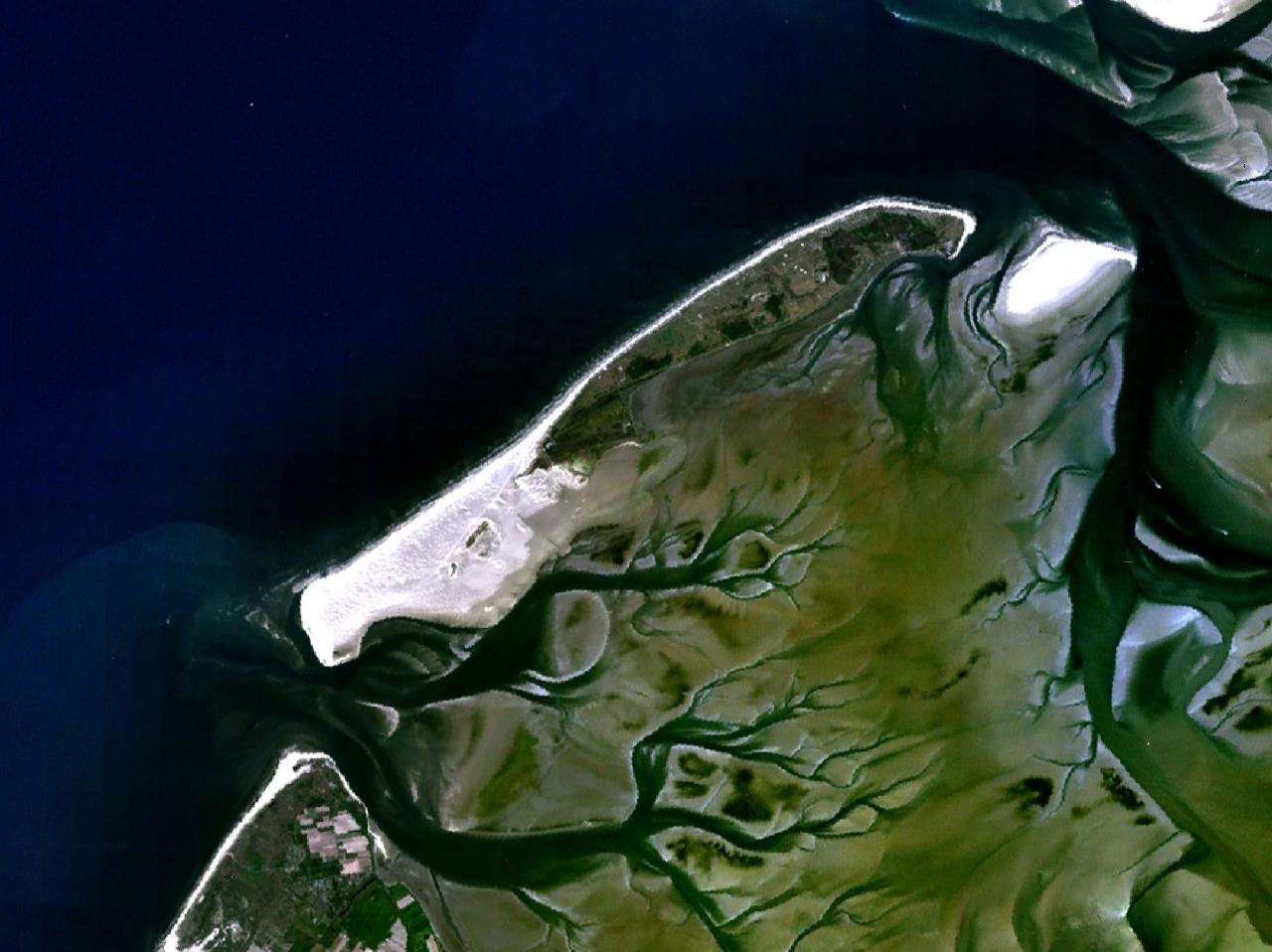